# Caravate
Caravate là một đô thị ở tỉnh Varese trong vùng Lombardia, có cự ly khoảng 60 km về phía tây bắc của Milan và khoảng 15 km về phía tây bắc của Varese. Tại thời điểm ngày 31 tháng 12 năm 2004, đô thị này có dân số 2.569 người và diện tích là 5,1 km².
Đô thị Caravate có các frazioni (đơn vị trực thuộc, chủ yếu là các làng) Stallazzo, San Clemente, Fornazze, Canton d'Oro, Canton Chiedo, Cadè, Castello, Cà Stecco, Pozzei, Monte San Giano, Santa Maria del Sasso, Virolo, và Fornace Farsani.
Caravate giáp các đô thị: Besozzo, Cittiglio, Gemonio, Laveno-Mombello, Leggiuno, Sangiano.